# Heroes of Might and Magic III
Heroes of Might and Magic III: The Restoration of Erathia ist ein 1999 veröffentlichtes rundenbasiertes Strategiespiel von New World Computing. Das Gameplay bot im Vergleich zu den Vorgängern abermals keinerlei wesentliche Unterschiede, jedoch verfügte das Spiel neben neuen Rendergrafiken mit höherer Farbtiefe auch über zahlreiche kleinere Verbesserungen und über einen sehr großen Umfang. Die Originalversion des Spiels lief nur noch unter Windows 95 und neueren Versionen, es wurde aber auch auf den Mac OS, Linux und Sega Dreamcast portiert. Im Laufe der folgenden Monate veröffentlichte New World Computing das Add-on Armageddon’s Blade, eine erweiterte Version des Hauptprogramms namens The Shadow of Death und schließlich ein Bundle Heroes of Might and Magic III Complete. Die separat erschienen Heroes Chronicles basieren auf dem Spiel.
Im Dezember 2014 kündigte Ubisoft ein HD-Remake für PC, Android und iOS an, welches am 29. Januar 2015 erschienen ist. In dieser ist es nun möglich, das Spiel mit wesentlich höheren Monitorauflösungen (HD) zu spielen. Ebenso wurden auch die Texturen auf die höheren Auflösungen angepasst. So sind z. B. die Monster detaillierter als dies noch in der Ursprungsversion der Fall war. Rein Inhaltlich handelt es sich jedoch um Heroes of Might and Magic III: The Restoration of Erathia, die Erweiterungen wurden bis dato nicht umgesetzt, da der Quelltext laut Ubisoft bis dato "nicht mehr auffindbar" war.

## Handlung
Die Story spielt auf dem Kontinent Antagarich und ist nur sehr lose mit den Vorgängern verknüpft. Tatsächlich war die Geschichte um Roland und Archibald bereits im Rollenspiel Might and Magic V fortgesetzt worden; in Might and Magic VI wurden dann beide Erzählstränge wieder zusammengeführt.
Der König von Erathia, Nicholas Greifenherz, ist ermordet worden. Als seine inzwischen mit Roland Eisenfaust verheiratete Tochter Catherine zurückkehrt, sind bereits die Armeen aus Nighon und Kreegan in Erathia eingefallen. Der Krieg verschlimmert sich weiter, als der tote König von Nekromanten als Lich wiedererweckt wird und ebenfalls eine Invasion auf sein Heimatland startet. Catherine ernennt sich nun selbst zur neuen Königin und muss sämtliche Angreifer vertreiben und den Mörder ihres Vaters finden, um den Frieden wiederherzustellen.

## Inhalt
Heroes of Might and Magic III bietet acht Stadttypen und 56 verschiedene Kreaturen, die fast alle auch auf eine leicht stärkere Version aufgerüstet werden können. Die meisten Stadttypen orientieren sich mehr oder weniger stark an denen der Vorgänger, allerdings wurden viele Kreaturen verändert oder ausgetauscht. Jedem Stadttyp sind nun zwei Heldenklassen zugeordnet, von denen einer stärkere Macht- und der andere stärkere Magiefähigkeiten besitzt.
- Schloss (Ritter/Kleriker): Menschliche Soldaten wie z. B. Bogenschützen, Pikeniere, und Kreuzritter aber auch Greifen und Engel
- Schutzwall (Waldläufer/Druide): Elfen, Zwerge, Zentauren und andere Waldwesen
- Turm (Alchemist/Zauberer): Magische und künstliche Geschöpfe, wie Golems, Magier und Dschinn
- Inferno (Besessene/Ketzer): Dämonen und Teufelswesen
- Nekropolis (Todesritter/Totenbeschwörer): Untote, wie Zombies, Vampire und Liche
- Dungeon (Overlord/Warlock): Harpyien, Drachen und andere Monstrositäten
- Burg (Barbar/Kampfmagier): Wilde Kreaturen, wie Goblins und Oger
- Festung (Bestienmeister/Hexen): Sumpfkreaturen (z. B. Echsen, Hydras)
- Konflux (Elementarzauberer/Ebenenwandler): Elementarwesen, wie Phönixe sowie Erd-, Luft-, Wasser- und Feuerelementare; dieser Stadttyp wurde im Add-on Armageddon’s Blade hinzugefügt

Auch die Anzahl der Sekundärfähigkeiten, Zaubersprüche und Landschaftsobjekte wurde deutlich erhöht, und es sind nun Szenarien mit bis zu acht Spielern möglich. Das Spiel ist generell abwechslungsreicher und erlaubt nun auch den Einbau von Quests, die die Spieler absolvieren können oder müssen. Die insgesamt 128 Helden besitzen unterschiedliche Starttalente und Spezialfähigkeiten, welche sie von anderen Charakteren derselben Klasse abheben. Ferner verfügt jeder Held über eine individuelle Biografie, und man erhält allgemein einen tieferen Einblick in die Spielwelt.
The Restoration of Erathia enthält sechs Kampagnen, die jedoch alle relativ kurz und Teil einer gemeinsamen Story sind. Der Spieler übernimmt dabei nach und nach die Rolle sämtlicher Kriegsparteien. Erstmals werden auch die stärksten Helden in spätere Szenarien der Kampagne übernommen, ohne die gesammelten Erfahrungen und Charakterwerte wieder zu verlieren.

## Rezeption
Heroes of Might and Magic III erhielt mehrheitlich gute Wertungen (Gamerankings: 86,74 %).

## Erweiterungen

### Armageddon’s Blade
Das ebenfalls 1999 veröffentlichte Add-on sorgte bereits im Vorfeld für große Kontroversen. Im zwischenzeitlich erschienenen Might and Magic VI hatten Bösewichte die futuristische Technologie der Alten wiederentdeckt, mit der sie nun die Welt erobern wollten. Heroes III: Armageddon’s Blade sollte diese Story fortsetzen und mit der „Schmiede“ einen Science-Fiction-Stadttyp einführen. Nach massiven Protesten von Fantasypuristen wurde dies jedoch wieder zugunsten des Konflux verworfen.
Im Gegensatz zum Hauptprogramm wurde das Add-on ausschließlich für Windows veröffentlicht und in Deutschland nur mit englischen Bildschirmtexten.

#### Handlung
Die Kampagnen von Armageddon’s Blade erzählen sechs unabhängige Storys. In der Titelkampagne gewinnen die eigentlich bereits besiegten Kreeganer überraschend wieder an Stärke und planen mit einem übermächtigen Schwert die Welt in Flammen zu setzen. Um dies zu verhindern, beginnen Catherine und Roland gemeinsam mit dem Waldläufer Gelu einen letzten Feldzug. Als der kriegsmüde Adel von Erathia ihnen nach und nach die Unterstützung entzieht, erscheinen zahlreiche Elementare, um ihnen Hilfe zu gewähren.
In den anderen fünf Kampagnen spielt man unter anderem den jungen Barbaren Kilgor, der versucht, König von Krewlod zu werden, und die ebenso machtgierige Mutare, die in Nighon nach dem legendären Drachenblut sucht.

#### Inhalt
Das wichtigste Merkmal von Armageddon’s Blade ist der Elementarkonflux, ein neunter Stadttyp, der in erster Linie Elementarwesen beherbergt. Die zugehörigen Helden nennen sich Ebenenwandler und Elementalisten. Viele Spieler kritisieren den Konflux allerdings als einfallslos und zu stark, was sich dadurch erklärt, dass die Entwickler lediglich einen schnellen Ersatz für die wieder verworfene Schmiede brauchten.
Auch zahlreiche „neutrale“ (also städteunabhängige) Kreaturen wurden eingeführt, von denen die meisten jedoch bereits aus Heroes I und II bekannt waren. Erstmals seit dem ersten Teil gibt es wieder einen Generator für Zufallsszenarien sowie einen völlig neuen Editor zur Erstellung eigener Kampagnen.
Die mitgelieferten Kampagnen stellen alle nur einige wenige Helden in den Vordergrund, und in regelmäßig erscheinenden Textboxen wird ausführlich ihre Story erzählt. An diesem Schema wurde auch in allen späteren Heroes-Episoden festgehalten.

### The Shadow of Death
Im Frühjahr 2000 erschien The Shadow of Death, das eine Kombination aus Hauptprogramm und zweitem Add-on darstellt. Neben sämtlichen Kampagnen und Szenarien aus The Restoration of Erathia sind auch die neuen Merkmale aus Armageddon’s Blade, aber auch zahlreiche neue Missionen enthalten. Zum Ärger der Spieler wurden die neuen Szenarien allerdings nicht einzeln veröffentlicht.
The Shadow of Death ist kompatibel zum Add-on Armageddon’s Blade und wurde wie dieses ausschließlich für Windows veröffentlicht. Der deutsche Vertrieb wechselte zu Infogrames.

#### Handlung
Die sechs Kampagnen von The Shadow of Death bilden ein Prequel zu The Restoration of Erathia und erzählen die Abenteuer der Zauberin Gem und des Barbaren Crag Hack, welche beide aus Enroth stammen, sowie des jungen Barbaren Yog und des Waldläufers Gelu, die alle in einen Konflikt mit dem Nekromanten Sandro gelangen. Im Laufe der Kampagnen gelangt Sandro in den Besitz übermächtiger Artefakte, mit denen er nun ganz Antagarich erobern will.

#### Inhalt
The Shadow of Death enthält sämtliche Merkmale von Armageddon’s Blade, von denen der Stadttyp Konflux und der Zufallskartengenerator (und natürlich die Szenarien) jedoch erst in Kombination mit dem Add-on freigeschaltet werden. Zu den wenigen eigenen neuen Merkmalen gehören (neben den Szenarien) magisches Terrain und die Möglichkeit, bestimmte Artefakte zu einem einzigen, sehr mächtigen Gegenstand kombinieren zu können.

### Complete
Auf Englisch erschien später auch noch Heroes of Might and Magic III Complete, welches sämtliche Missionen von Restoration of Erathia, Armageddon’s Blade und The Shadow of Death enthält (nicht jedoch die Heroes Chronicles).
Seit dem 25. August 2009 ist diese, neben der CD-Version auch digital auf GOG erhältlich. Des Weiteren ist diese im Ubisoft-Store erhältlich.

## Modifikationen

### In the Wake of Gods
In the Wake of Gods ist ein inoffizielles Add-on, welches Fans mit Genehmigung von 3DO programmiert haben und immer noch weiterentwickeln. Das Add-on ist kostenlos, benötigt jedoch zwingend Heroes of Might and Magic III: The Shadow of Death (oder Complete). Es erweitert das Spiel um unzählige neue Kreaturen und sonstige Merkmale, so dass z. B. auch Kreaturen Erfahrung und dadurch zusätzliche Fähigkeiten gewinnen und Städte abgerissen werden können. Auch eine Skriptsprache ist vorhanden, welche Szenario-Erstellern große Möglichkeiten eröffnet. Die neuen Kampagnen sind teilweise in einem komplett anderen Stil gemacht als bisher, wodurch viele Spieler Probleme damit haben.

### Horn of the Abyss

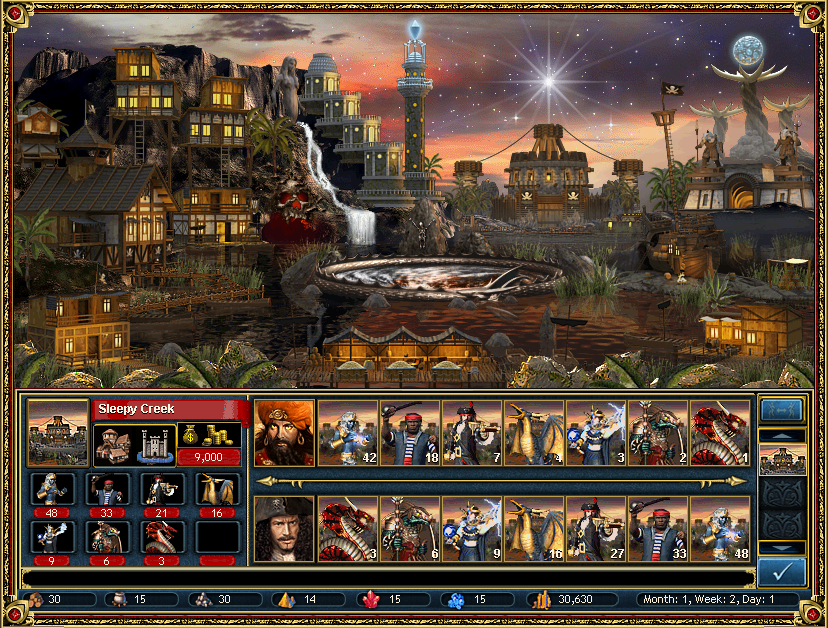
Stadtansicht der Bucht aus Horn of the Abyss

Horn of the Abyss ist ein inoffizielles Add-on, welches erstmals 2008 erschien und noch immer aktiv weiterentwickelt wird. Das Add-on ist ebenfalls kostenlos und basiert auch auf Heroes of Might and Magic III: The Shadow of Death. Als neue Stadttypen wurden die Bucht und die Fabrik hinzugefügt. Ansonsten gibt es eine neue Kriegsmaschine (die Kanone), eine neue Kampagne, größere Karten, neue Artefakte, neue Helden, neue Oberwelt-Objekte und diverse andere Verbesserungen. Besonderes Augenmerk wurde, im Gegensatz zu In the Wake of Gods darauf gelegt, das klassische Gameplay möglichst wenig zu ändern. Die Erweiterung sollte vergleichbar zu den offiziellen Erweiterungen sein.
Am 7. November 2020 verstarb der Hauptentwickler, der im Internet unter dem Namen Docent Picolan bekannt war. Die Arbeit an der inoffiziellen Erweiterung soll jedoch fortgesetzt werden.
Paul Romero, der Komponist des Soundtracks von dem Hauptspiel und den offiziellen Erweiterungen wirkt an der inoffiziellen Erweiterung ebenfalls mit.
Am 31. Dezember 2023 erschien die Version 1.7 mit der Fabrik als neuer Stadt.

### The Succession Wars
Bei der HoMM3: The Succession Wars Mod handelt es sich um eine inoffizielle Modifikation des Hauptspiels. Diese widmet sich der märchenhaften Atmosphäre und dem Grafikstil des Vorgängers Heroes II.

### HoMM 3 HD
Unabhängig von der HD-Edition existiert ein inoffizieller Patch HoMM 3 HD, welcher das Spiel in höheren Auflösungen als die regulären 800 × 600 Pixel darstellen kann. Außerdem wurden einige Bugs beseitigt und neue, serverbasierende Mehrspieleroptionen hinzugefügt.

### VCMI

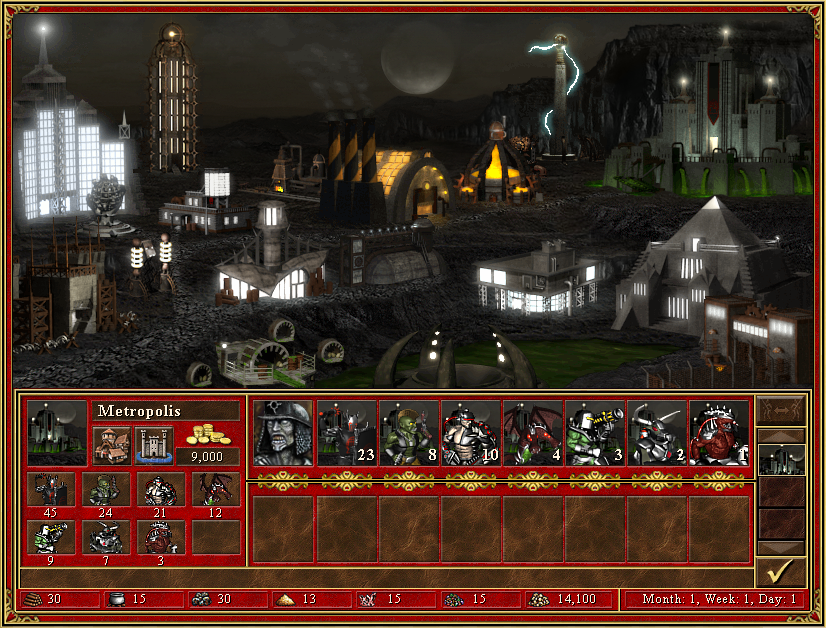
Stadtansicht der Schmiede (VCMI-Mod)

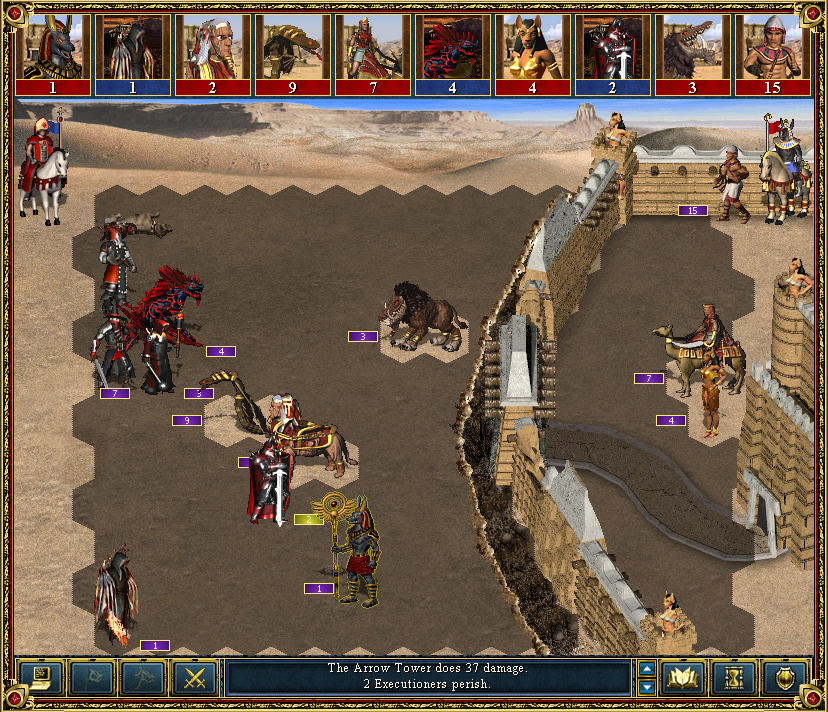
Kampfansicht der Pavillion-Stadt gegen Kreaturen der Kathedrale (VCMI-Mod)

Seit einiger Zeit wird die Engine unter dem Projekt VCMI neu implementiert. Durch das unter GPLv2 stehende Projekt wurden viele Verbesserungen, wie höhere Auflösungen, Mod-Support und Multi-Plattform-Unterstützung (Windows, Linux, Mac OS, iOS und Android) umgesetzt.